# Comuna Horodîșce, Bilovodsk
Horodîșce (în ucraineană Городище) este o comună în raionul Bilovodsk, regiunea Luhansk, Ucraina, formată din satele Horodîșce (reședința) și Nozdrivka.

## Demografie
Componența lingvistică a comunei Horodîșce
     Ucraineană (87,28%)
     Rusă (12,56%)
     Alte limbi (0,17%)
Conform recensământului din 2001, majoritatea populației comunei Horodîșce era vorbitoare de ucraineană (87,28%), existând în minoritate și vorbitori de rusă (12,56%).